# Église réformée Saint-Martin de Vevey

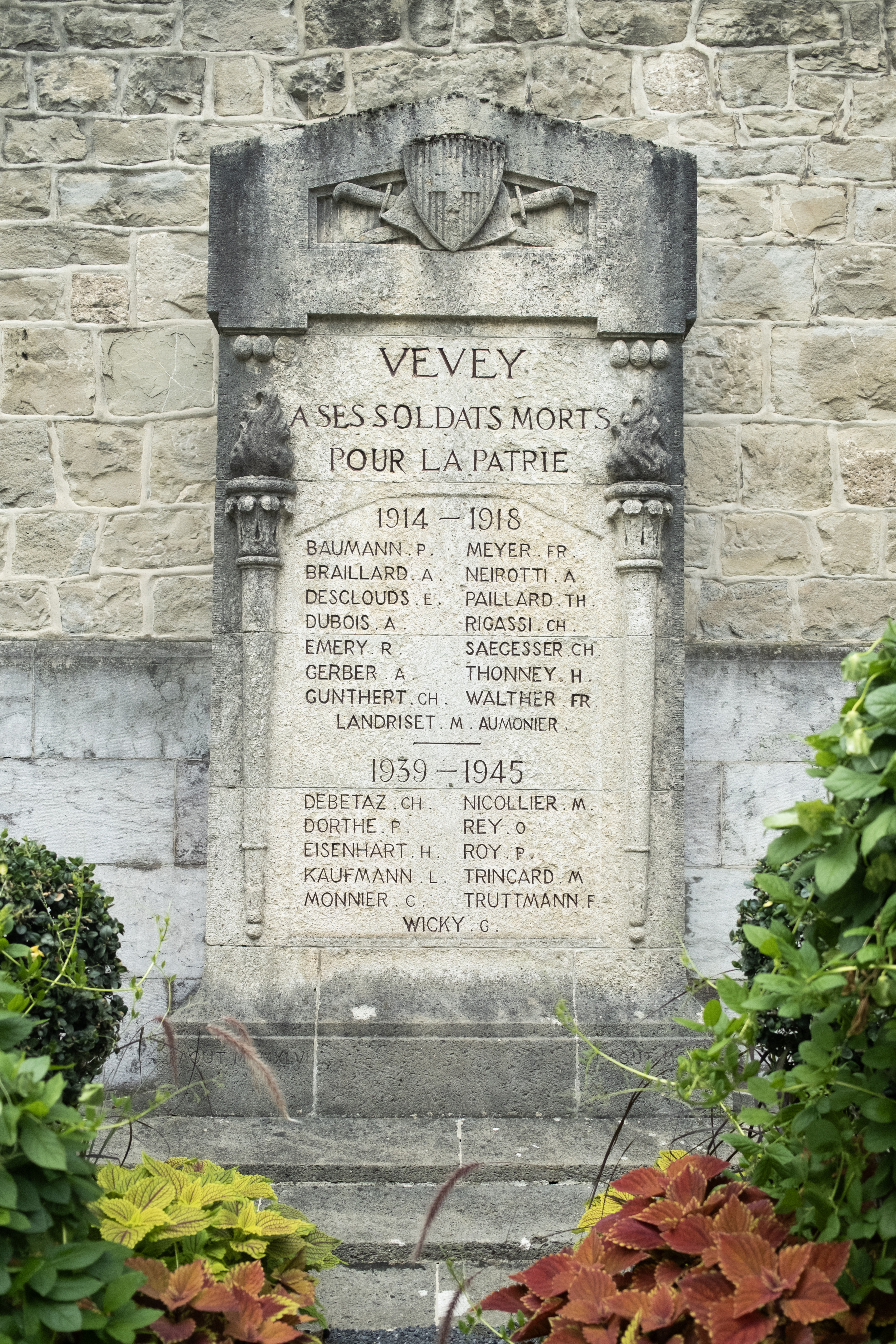
Monument en commémoration des soldats morts pour la patrie lors de la Première et Seconde Guerre mondiale, sur la façade est de l'église

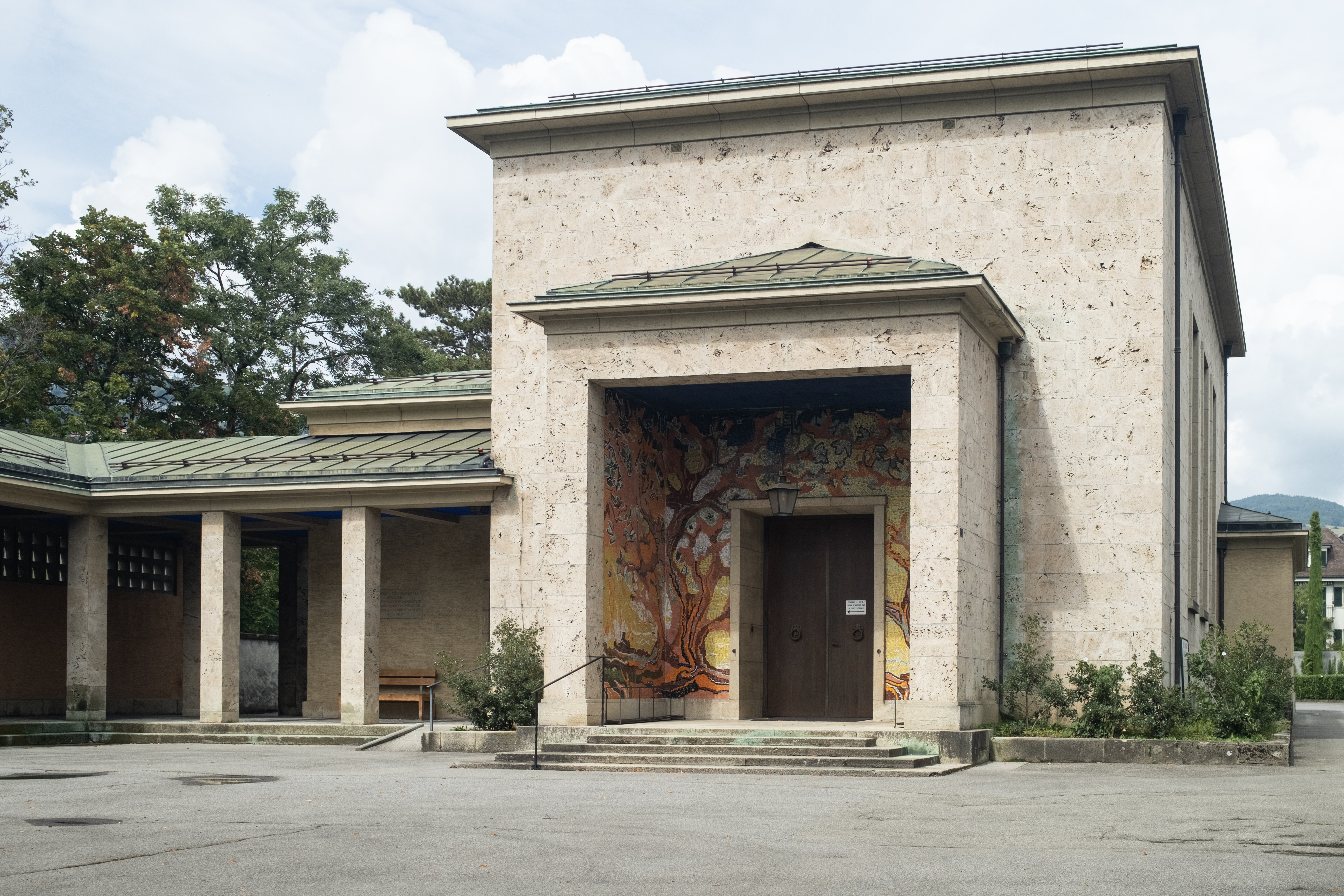
Bâtiment du centre funéraire, situé dans le cimetière de Vevey, à côté de l'église réformée Saint-Martin de Vevey (2024)

Pour les articles homonymes, voir Église Saint-Martin.
L'église réformée Saint-Martin, œuvre majeure de l'architecture de la fin de l’époque gothique en Pays de Vaud, domine la ville de Vevey, en Suisse. La paroisse est membre de l'Église évangélique réformée du canton de Vaud.

## Histoire
L'église, mentionnée vers l’an 1000, a probablement été fondée au haut Moyen Âge. L'abside de l’église romane des XIe et XIIe siècles, flanquée de deux absidioles, est remplacée vers la fin du XIIIe siècle par un chœur de style gothique rayonnant. L’imposant clocher-porche, de style gothique tardif, a été élevé en deux étapes entre 1497 et 1511 par les maîtres maçons Jean Vaulet-Dunoyer, puis Antoine Dupuis. Son beffroi abrite quatre cloches : un bourdon datant de 1603 et trois cloches de 1887.
Enfin, la nef à trois vaisseaux et chapelles latérales a été reconstruite de 1522-1533 par le maçon architecte François de Curtine qui a réalisé là l’une des œuvres majeures du gothique flamboyant au Pays de Vaud. Peu après, à la suite de la conquête bernoise de 1536 qui instaura la Réforme protestante en Suisse, l’église est convertie au culte réformé.
En 1896-1897, on ajoute un porche néogothique au sud, et une sacristie au nord.
L'église, située sur une colline surplombant la ville de Vevey et le Léman, est inscrite comme bien culturel suisse d'importance nationale.

## Architecture

### Chaire
La chaire monumentale, richement ornée, date de 1787 et est l'œuvre de l'ébéniste David Schade d’après un projet de l'artiste peintre Michel-Vincent Brandoin,.

### Orgue
Sur la galerie néogothique en pierre de 1883, domine le buffet de l’orgue baroque qui avait été construit par Samson Scherrer en 1776. Ce buffet a été sculpté par Dominique Martinetti d’après des dessins de Michel-Vincent Brandoin. L’instrument actuel date de 1954 et est l'œuvre de la Manufacture d'orgues Kuhn (Orgelbau Kuhn (de)) de Männedorf. Il comporte trois claviers manuels et 3560 tuyaux,.

#### Concerts
La Société des concerts de St-Martin (SCSM) a été fondée en 1976 dans le but d'organiser des concerts d'orgue, de chœurs et d'orchestres. Depuis plusieurs années, une douzaine de concerts sont ainsi organisés chaque année. 

#### Autres utilisaions
Lors de l'enregistrement de l'album Going for the One du groupe Yes au mountain Studios à 7 km de là, le claviériste Rick Wakeman, relié au studio à l'aide d'une ligne téléphonique à haute fidélité, jouait sur l'orgue de Saint-Martin. On peut entendre l'orgue sur les morceaux Awaken, Parallels et Vevey, le même musicien a interprété ici d'autres morceau, par exemple Judas Iscariot de l'album Criminal record (en).

### Les vitraux
Le vitrail du chœur illustre saint Martin, le patron de l'église, partageant son manteau. Cette verrière, tout comme celles des fenêtres basses de la nef ont été dessinées par Ernest Biéler et réalisées en 1900 par le peintre verrier Edouard Hosch. Les fenêtres hautes de la nef, quant à elles, ont été garnies de vitraux en 1957-1958 par François de Ribaupierre,.

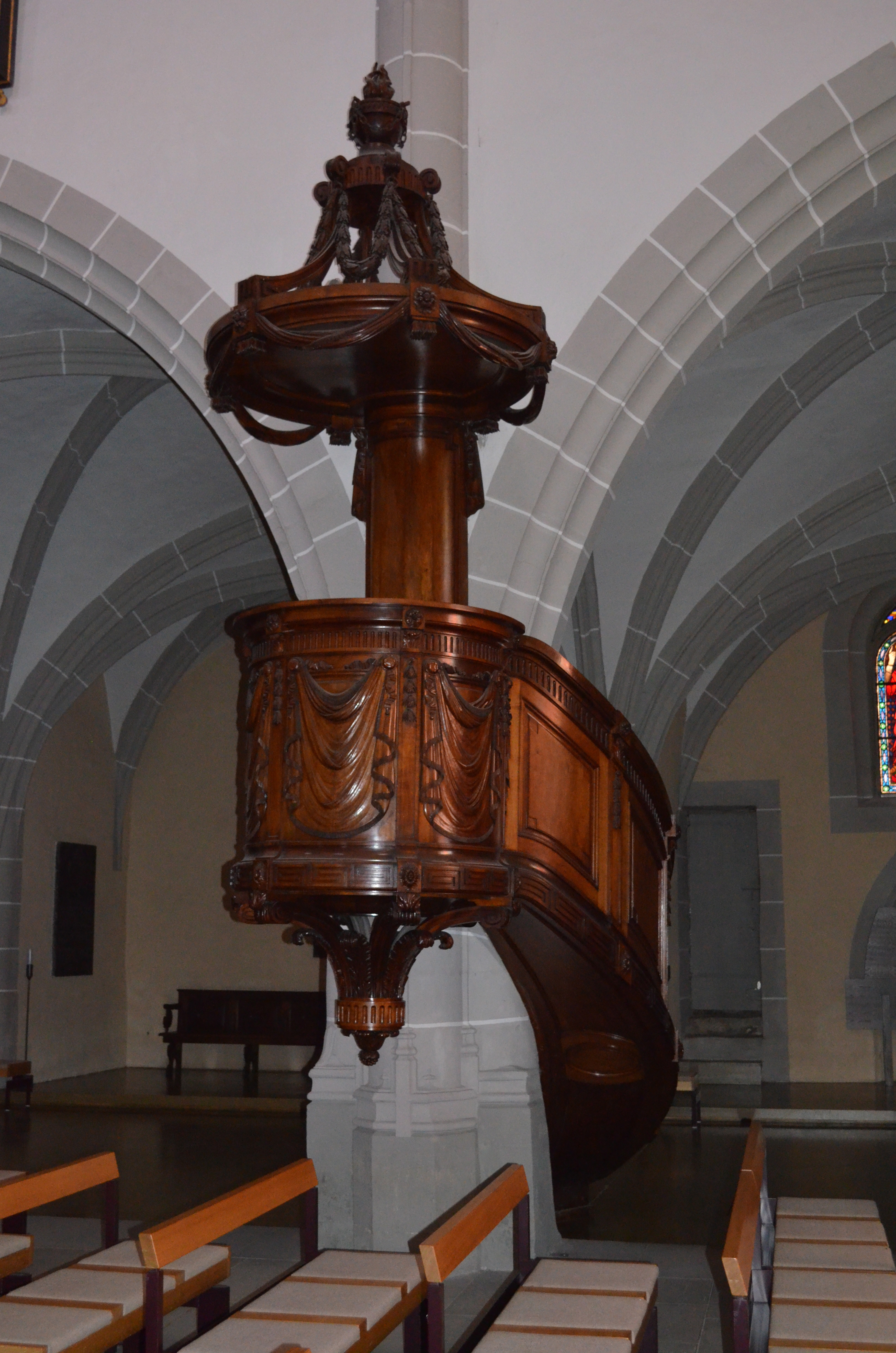
Chaire de 1787.
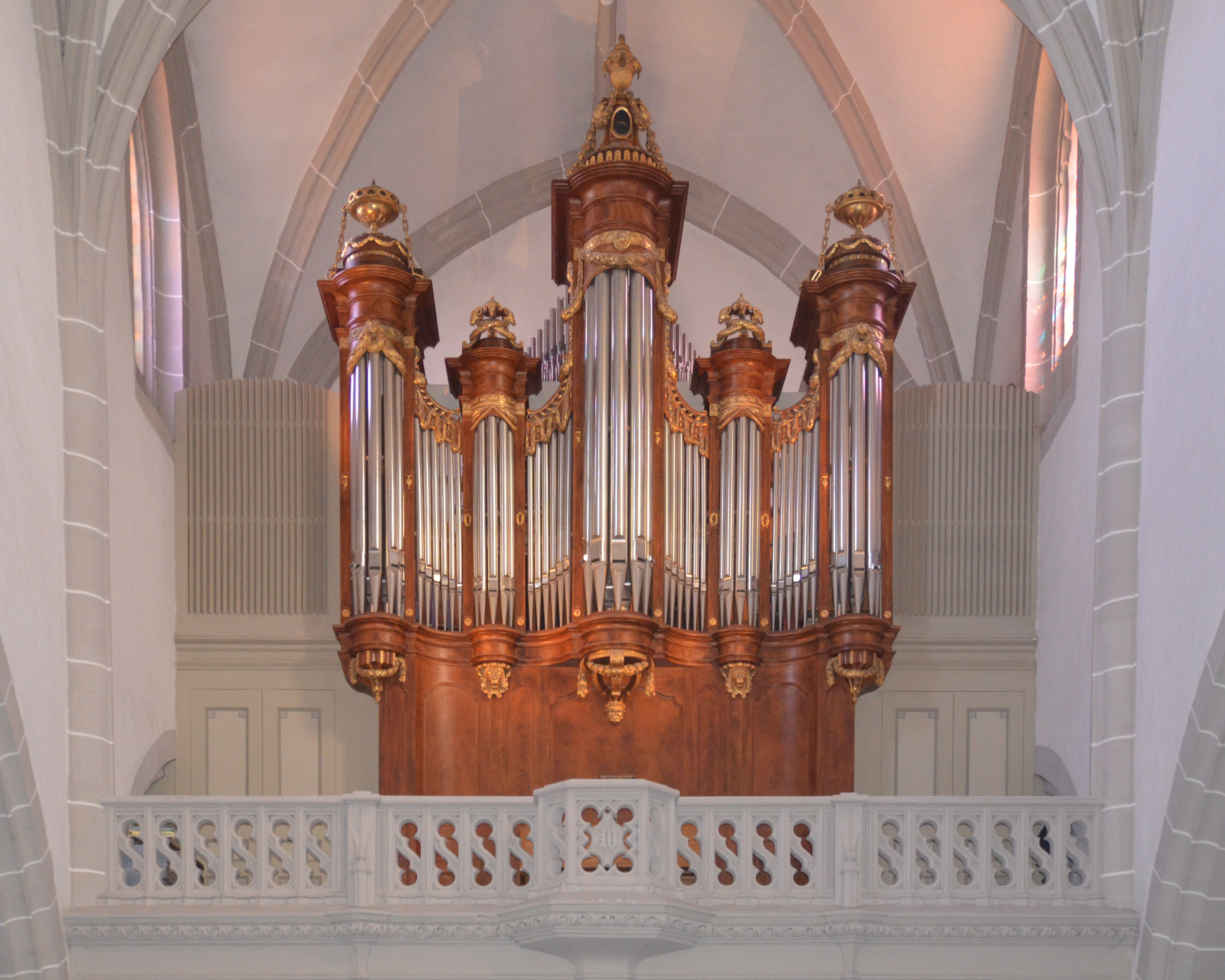
Les orgues.
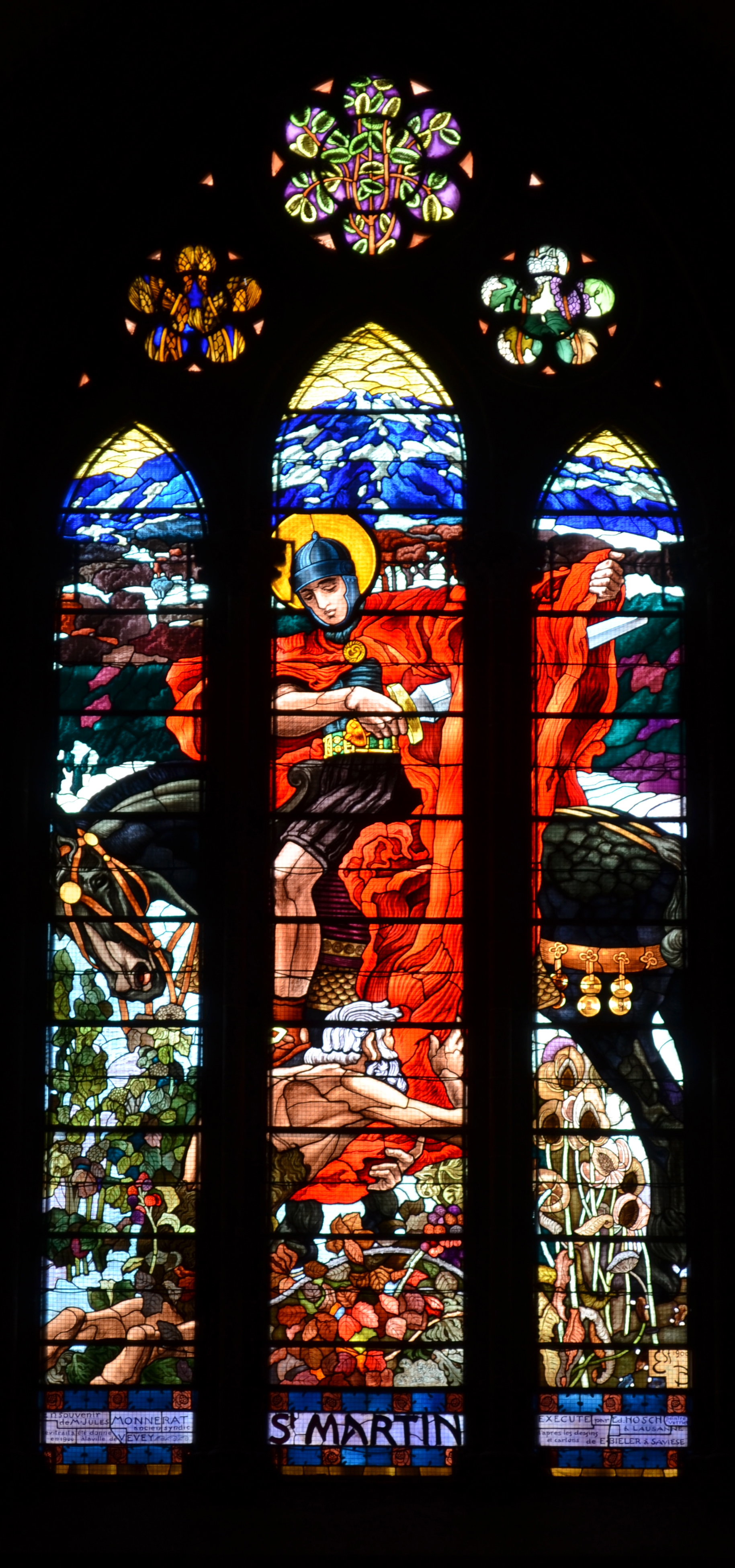
Le vitrail du chœur.

### Piscine liturgique
Une double piscine liturgique a été reconstituée à la fin du XIXe siècle d'après des vestiges trouvés sur place. La niche gothique est agrémentée d'un arbre de vie peint.

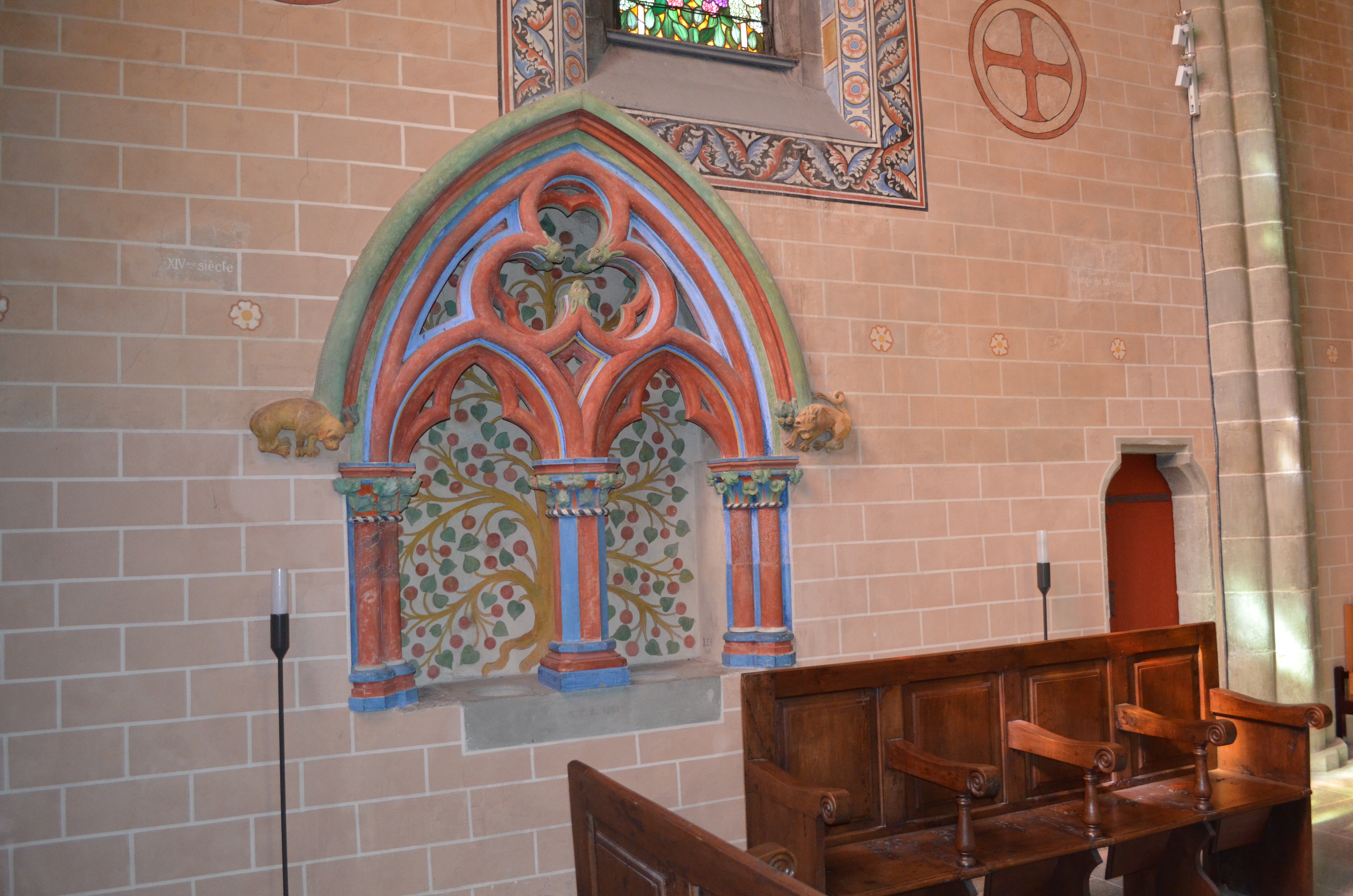
Piscine liturgique gothique.
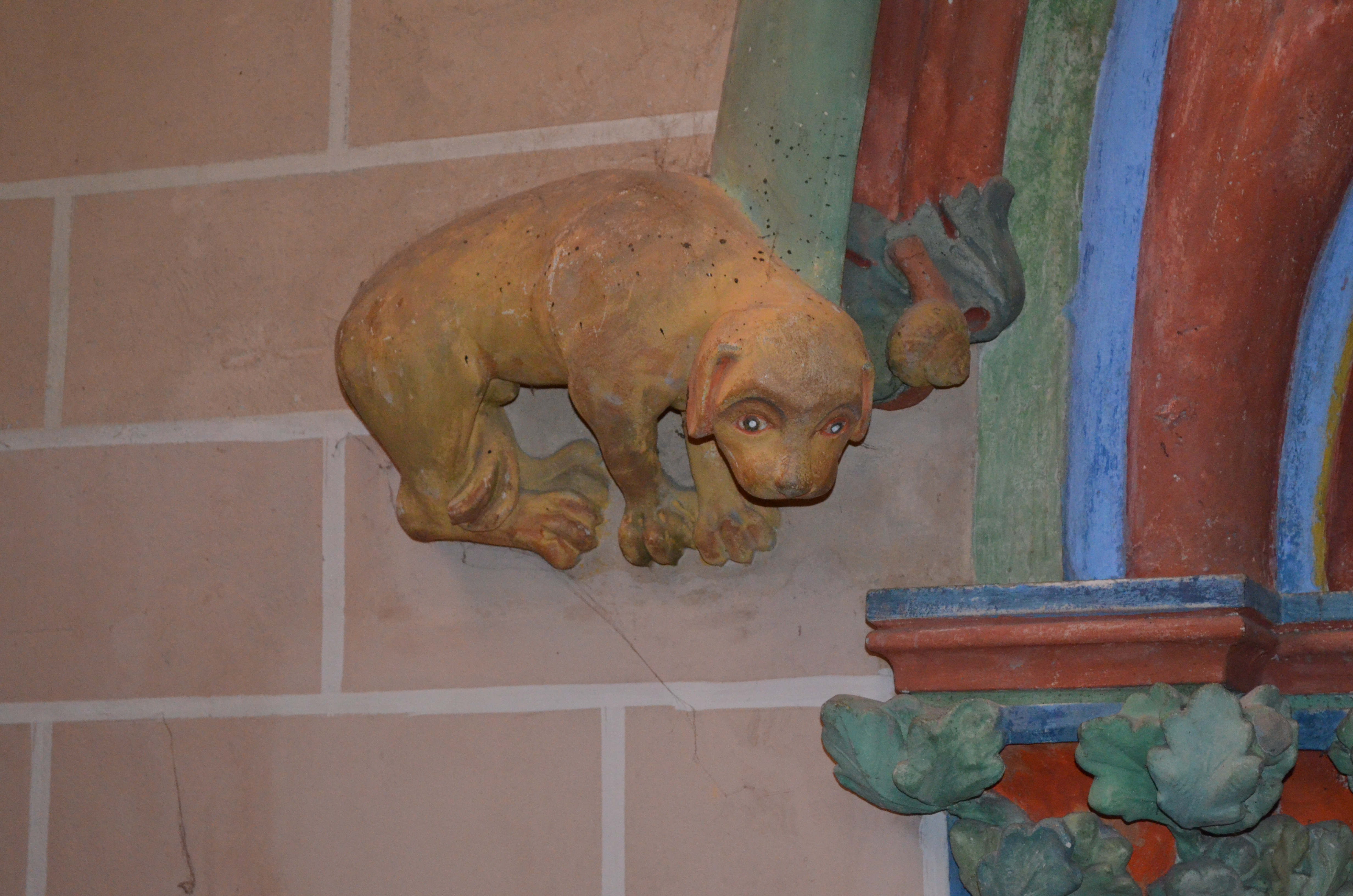
Piscine liturgique, détail.
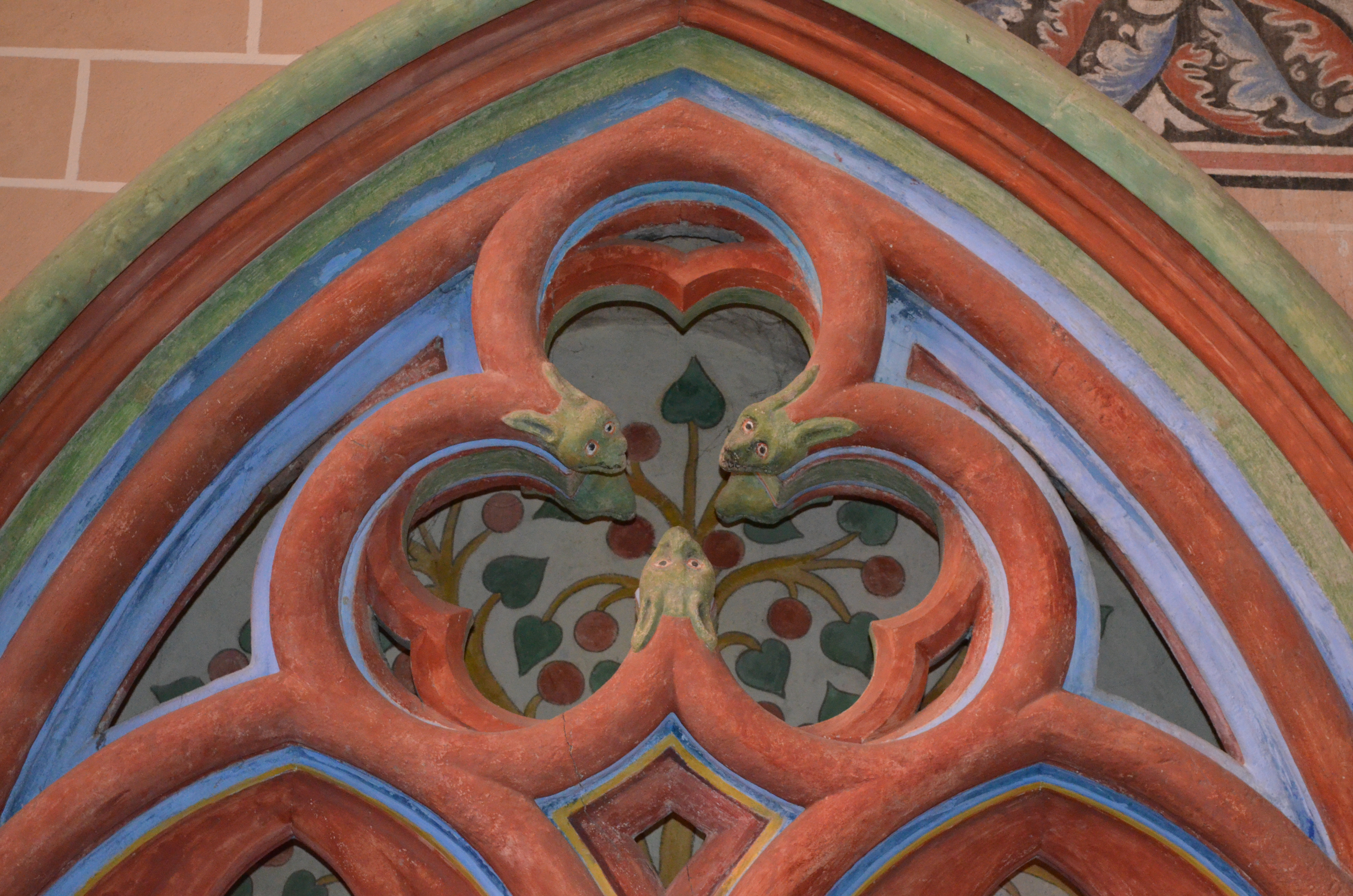
Piscine liturgique, détail.
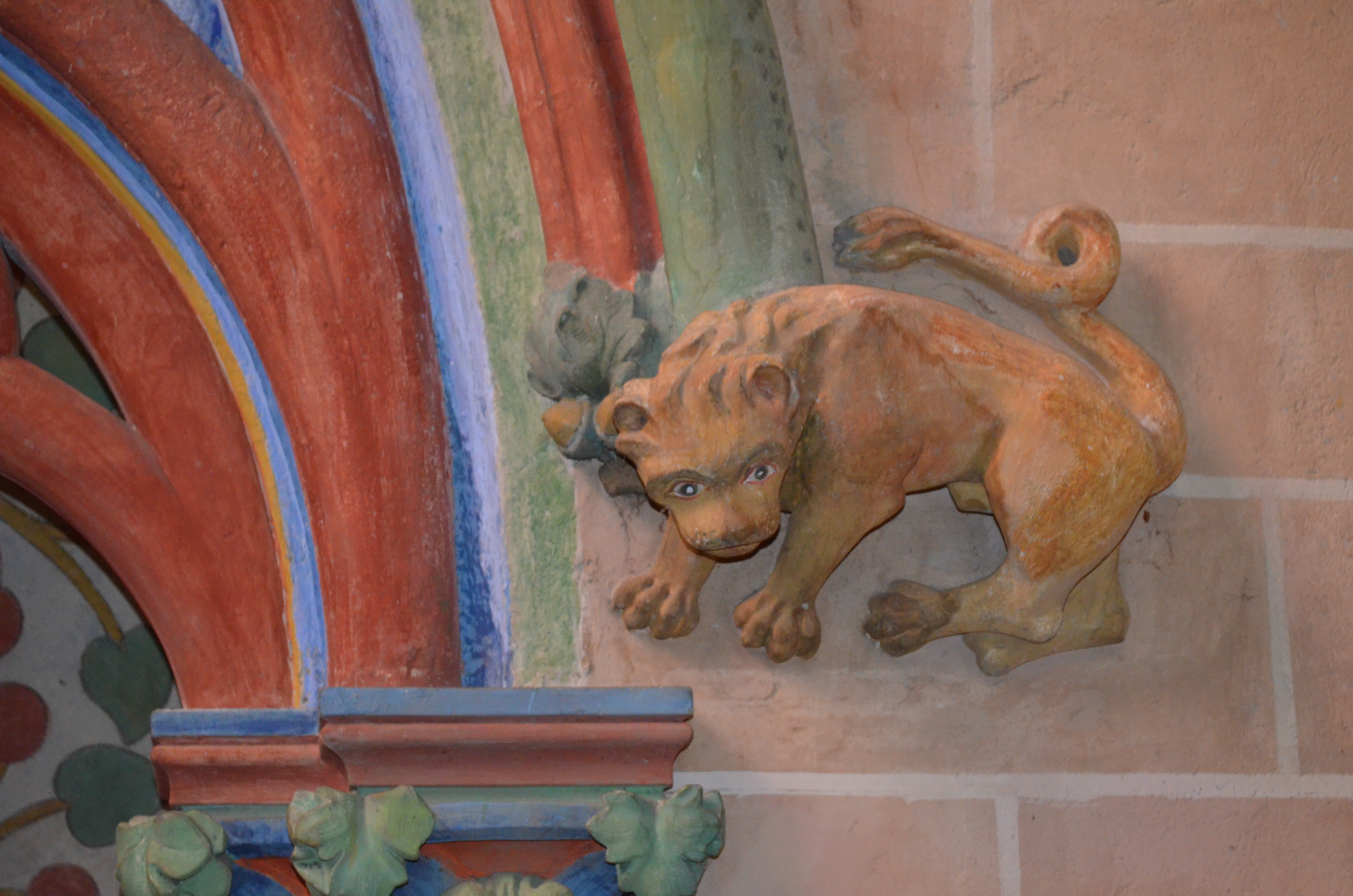
Piscine liturgique, détail.